# Anish Giri
Pour les articles homonymes, voir Giri (homonymie).
Anish Giri, né le 28 juin 1994 à Saint-Pétersbourg, est un joueur d'échecs néerlandais. 
Grand maître international à moins de quinze ans, en 2009, Anish Giri a remporté les tournois de Malmö (2010), Reggio d'Émilie (2011-2012), Reykjavik (2017) et Shenzhen (en 2019), ainsi que le championnat d'échecs des Pays-Bas à quatre reprises (en 2009, 2011, 2012 et 2015). Il finit deux fois premier ex æquo du tournoi de Wijk aan Zee (en 2018 et 2021), perdant à chaque fois le match de départage pour la première place, puis remporte seul le tournoi en 2023, après avoir battu les deux premiers joueurs mondiaux (Magnus Carlsen et Ding Liren).
Au 1er mars 2021, son classement Elo  est de 2 776 points, ce qui en fait le 7e joueur mondial et le numéro 1 néerlandais.

## Biographie
Anish Giri est né à Saint-Pétersbourg d'un père népalais (Sanjay Giri) et d'une mère russe (Olga Giri). De 2002 à 2008, il vit à Sapporo au Japon et est un membre de l'association japonaise des échecs et du club d'échecs de Sapporo. Il revient temporairement en Russie où il est champion des moins de douze ans. Puis, il déménage avec sa famille en février 2008 à Ryswick aux Pays-Bas où son père avait obtenu un poste dans un institut de recherche. Anish Giri joue officiellement pour les Pays-Bas depuis mars 2009 (après avoir été affilié à la fédération russe) et a acquis la nationalité néerlandaise en 2013.
Anish Giri a épousé la joueuse géorgienne Sopiko Guramishvili en juillet 2015.

## Palmarès

### Grand maître international à quatorze ans et demi (2009)
Anish Giri a obtenu la dernière norme nécessaire pour le titre de grand maître international le 30 janvier 2009 à 14 ans, 7 mois et 2 jours.

### Quadruple champion des Pays-Bas
En septembre 2009, Giri devient le plus jeune champion des Pays-Bas de l'histoire. Il finit deuxième en 2010 (victoire de Jan Smeets).
En juillet 2015, il remporte pour la quatrième fois le Championnat d'échecs des Pays-Bas comme en juillet 2011 et juillet 2012.

### Premiers succès
En janvier 2010, il remporte le tournoi de Wijk aan Zee B devant Arkadij Naiditsch et Ni Hua. Il joue pendant la saison 2009-2010 pour deux équipes, la SK Turm Emsdetten dans la Bundesliga allemande et Châlons-en-Champagne dans le Top 16 français, qui a remporté le trophée au départage face à Évry.
En mai 2010, il remporte le 18e Tournoi Sigeman & Co à Malmö en Suède par 4,5/5 réalisant une performance Elo de 2 920. En 2011, avec trois points sur cinq, il partage la première place du tournoi Sigemnan & Co.
Son deuxième grand succès est sa victoire au 54e tournoi de Reggio Emilia en 2011-2012, tournoi à deux tours, où il gagne avec 6 points sur 10 (+4 =4 -2) dans un système de Sofia (pas de nulle autres que celles prévues par les règles). Il est suivi de très près par Hikaru Nakamura, Aleksandr Morozevitch et Fabiano Caruana avec 5.5/10 (+4 =3 -3).

### Olympiades
En 2010, Giri participe à l'Olympiade d'échecs de 2010 et remporte la médaille de bronze au quatrième échiquier de l'équipe représentant les Pays-Bas qui termine quinzième.
En 2014, il participe à l'Olympiade d'échecs de 2014 à Tromsø au premier échiquier des Pays-Bas qui terminent à la douzième place. Il y gagne la médaille de bronze du premier échiquier.
Lors de l'Olympiade de 2018, il emporte à nouveau la médaille de bronze au premier échiquier, derrière Ding Liren et Fabiano Caruana.

### Tournois de Wijk aan Zee
En 2009, Giri finit 2e-3e du tournoi C de Wijk aan Zee (victoire de Wesley So). En 2010, il remporte le tournoi B avec 9 points sur 13.
Après sa victoire au tournoi B de Wijk aan Zee, Giri participe chaque année au tournoi principal :
- 7e-8e en 2011 (6,5/13) ;
- 14e et dernier en 2012 (4,5/13) ;
- 8e-10e en 2013 (6/13) ;
- 2e-3e en 2014 (6,5/11) ;
- 2e-5e en 2015 (8,5/13) ;
- 4e-6e en 2016 (7/13) ;
- huitième en 2017 (6,5/13) ;
- 1er-2e en 2018 (9/13, battu lors du départage) ;
- deuxième en 2019 (8,5/13) ;
- 6e-9e en 2020 (6,5/13).
- 1er-2e en 2021 (8,5/13, battu lors du départage) ;
- quatrième en 2022 (7,5/13) ;
- vainqueur en 2023 (8,5/13)[9].

### Deuxième à Wijk aan Zee, Londres, Saint-Louis et Bilbao (2014-2015)
En 2014, Giri finit :
- deuxième ex æquo du tournoi de Wijk aan Zee (derrière Aronian) ;
- deuxième de l'Open du Qatar, ex æquo avec Kramnik (victoire de Yu Yangyi) ;
- 1er-3e du tournoi Chess Classic de Londres, ex æquo avec Kramnik et Anand, victoire de Anand au départage.

En 2015, Giri finit :
- deuxième ex æquo derrière Carlsen au tournoi de Wijk aan Zee ;
- quatrième du tournoi Norway Chess (5,5/9) ;
- premier du championnat des Pays-Bas (juillet 2015) ;
- 2e-5e de la Coupe Sinquefield à Saint-Louis (cinquième au départage) ;
- 1er-2e du tournoi d'échecs de Bilbao (en octobre 2015) et deuxième après un départage en blitz contre Wesley So ;
- demi-finaliste (3e-4e) de la Coupe du monde ;
- 1er-3e du tournoi Chess Classic de Londres, ex æquo avec Carlsen et Vachier-Lagrave (Carlsen est vainqueur après départages) ;
- deuxième du classement général du Grand Chess Tour.

Grâce à ces résultats, il est classé troisième joueur mondial par la fédération internationale aux classements de janvier et février 2016.

### Demi-finaliste de la Coupe du monde 2015
En 2015, Giri est battu en demi-finale de la Coupe du monde d'échecs 2015 par Peter Svidler.
| Année | Lieu            | Résultat                            | Ultime adversaire     | Adversaires battus                                                                          |
| ----- | --------------- | ----------------------------------- | --------------------- | ------------------------------------------------------------------------------------------- |
| 2013  | Tromsø          | troisième tour                      | Julio Granda          | Saleh Salem, Li Chao                                                                        |
| 2015  | Bakou           | Demi-finaliste (sixième tour)       | Peter Svidler         | Arthur Ssegwanyi, Alexandre Motyliov Peter Leko, Radosław Wojtaszek, Maxime Vachier-Lagrave |
| 2017  | Tbilissi        | quatrième tour (huitième de finale) | Vassili Ivantchouk    | Nana Dzagnidzé, Alexandre Motyliov, S. P. Sethuraman                                        |
| 2019  | Khanty-Mansiïsk | troisième tour                      | Jeffery Xiong         | Mohammad Fahad Rahman, Ievgueni Naïer                                                       |
| 2021  | Sotchi          | troisième tour                      | Nodirbek Abdusattorov | Boris Savtchenko                                                                            |
| 2023  | Bakou           | troisième tour                      | Nidjat Abassov        | Arseni Nesterov                                                                             |

### Deuxième à Wijk aan Zee, Dortmund, Moscou et Shenzhen (2016-2018)
En 2016, Giri finit deuxième du mémorial Tal à Moscou (victoire de Nepomniachtchi) et troisième du mémorial Gashimov.
En 2017, il remporte l'Open de Reykjavik avec 8,5 points sur 10 (7 victoires et trois parties nulles).
En 2018, il finit :
- premier ex æquo du tournoi de Wijk aan Zee. Pour la première fois dans l'histoire du tournoi, un match de départage en blitz est organisé et Giri perd le match pour la première place contre Magnus Carlsen.
- deuxième ex æquo du tournoi de Dortmund ;
- 1er-3e du tournoi de Shenzhen (Vachier-Lagrave vainqueur au départage).

À la fin de l'année, il occupe la cinquième place mondiale de novembre 2018 à janvier 2019.

### Victoire au tournoi de Shenzhen 2019
En janvier 2019, Giri finit deuxième à Wijk aan Zee, un demi-point derrière Carlsen.
En avril 2019, il remporte le tournoi d'échecs de Shenzhen après avoir terminé deuxième ex æquo en 2017 et 2018.
Grâce à ces résultats, il est classé quatrième joueur mondial par la fédération internationale aux classements de février 2019 à mai 2019 avec un classement Elo de 2 797 points.

### Candidat au championnat du monde (2016 et 2020-2021)
En 2016 et 2020, Giri se qualifie pour le tournoi des candidats sur la base de la moyenne des classements Elo pendant douze mois.
En 2016, à Moscou, il finit sixième du tournoi des candidats après avoir annulé ses quatorze parties contre les sept autres participants.
En 2020-2021, il finit troisième ex æquo après avoir perdu sa première partie (contre le vainqueur Nepominachtchi) en 2020 et ses deux dernières parties du tournoi (contre Grichtchouk et Alekseïenko) et battu Alekseïenko (à la 5e ronde). Wang Hao (à la 9e ronde), Ding Liren (à la 11e ronde) et Caruana (à la 12e ronde).

### Tournois rapides en ligne
En juin-juillet 2020, Giri est deuxième (finaliste) du tournoi rapide « Chessable Masters » faisant partie du Magnus Carlsen Tour , après avoir remporté le tournoi préliminaire dans la poule B, puis battu Aleksandr Grichtchouk en quart de finale, puis Ian Nepomniachtchi en demi-finale et perdu la finale contre Magnus Carlsen.
En mars 2021, Giri remporte le tournoi rapide « Magnus Carlsen Invitational » faisant partie du Champions Chess Tour 2021, après avoir battu Maxime Vachier-Lagrave en quart de finale, Wesley So en demi-finale et Ian Nepomniachtchi en finale. Il finit septième du classement général du Champions Chess Tour 2021.
En mai 2022, il finit troisième du tournoi rapide « Chessable Masters » faisant partie du Champions Chess Tour 2022, après avoir remporté le tournoi préliminaire (avec 7 victoires et huit parties nulles) et battu Aryan Tari en quart de finale. Il finit cinquième du classement général du Champions Chess Tour 2022.

### Victoire à Wijk aan Zee en 2023
En 2023, Giri remporte le tournoi de Wijk aan Zee avec 8,5 points sur 13, battant Carlsen, Ding Liren, Rapport et Gukesh sans perdre de partie.